# Amédée de Cools des Noyers

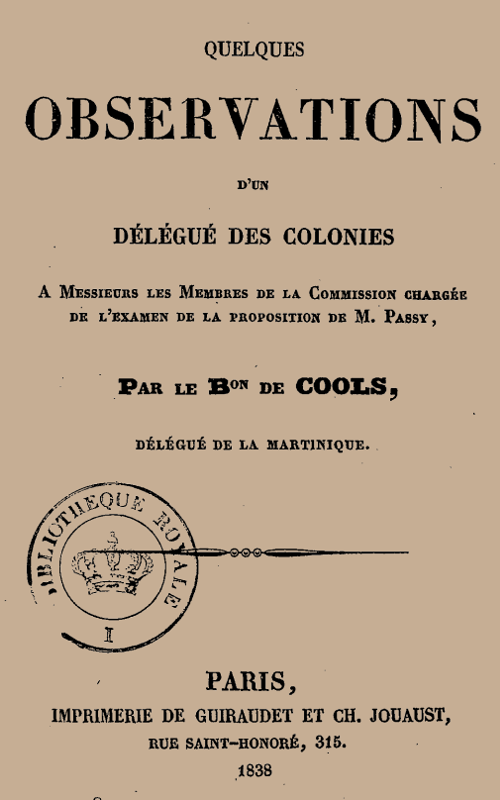
Contribution aux débats parlementaire sur les modalités de l'abolition de l'esclavage, 1838.

Amédée de Cools des Noyers (né à Blois le 24 janvier 1787 et décédé à Tours le 28 février 1861) est un officier supérieur d'état-major, attaché à l'état-major de la garde royale. Il est délégué de la Martinique de 1831 à 1840 et participe à ce titre au débat sur les questions de l'abolition de l'esclavage.

## Biographie
Il est le père du général Amédée de Cools.